# Mammillaria albiflora
Mammillaria albiflora ist eine Pflanzenart aus der Gattung Mammillaria in der Familie der Kakteengewächse (Cactaceae). Das Artepitheton albiflora leitet sich von den lateinischen Worten albus für ‚weiß‘ sowie -florus für ‚-blütig‘ ab.

## Beschreibung
Mammillaria albiflora wächst einzeln und bildet nur selten Gruppen. Ihre etwas zylindrischen, unter der dichten Bedornung verborgenen, Triebe erreichen Wuchshöhen von bis 5 Zentimetern oder mehr und Durchmesser von 1 bis 2 Zentimetern. Die kleinen Warzen enthalten keinen Milchsaft, die Axillen sind kahl. Ein Mitteldorn ist nicht vorhanden. Die 60 bis 80 kurzen weißen Randdornen sind ineinander verwoben.
Die weißen Blüten sind leicht hellrosa getönt. Sie sind bis 3,5 Zentimetern lang und erreichen Durchmesser von 2,5 Zentimeter.

## Verbreitung, Systematik und Gefährdung
Mammillaria albiflora ist im mexikanischen Bundesstaat Guanajuato verbreitet.
Die Erstbeschreibung als Mammillaria herrerae var. albiflora erfolgte 1931 durch Erich Werdermann. Curt Backeberg erhob sie 1937 in den Rang einer eigenständigen Art. Ein weiteres nomenklatorisches Synonym ist Escobariopsis albiflora (Werderm.) Doweld (2000).
Mammillaria albiflora wird in der Roten Liste gefährdeter Arten der IUCN als „Critically Endangered (CR)“, d. h. vom Aussterben bedroht, eingestuft.

## Nachweise

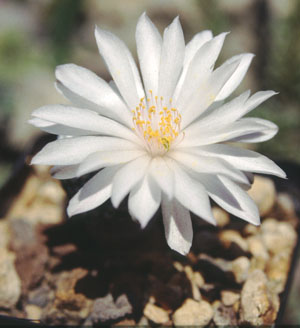
Blüte